# 모세와 아론
모세와 아론(독일어: Moses und Aron)은 아르놀트 쇤베르크의 3막 오페라로, 3막은 미완성이다. 독일어 대본은 출애굽기 이후를 배경으로 작곡가가 쓴 것이다. 헝가리 작곡가 코치시 졸탄(Zoltán Kocsis)는 2010년 쇤베르크의 상속인의 허락을 받아 마지막 막을 완성했지만, 2014년 기준 모세와 아론은 쇤베르크가 1932년에 떠났을 때 거의 항상 공연되었으며 계획된 3막 중 2막만 완료되었다.